# Die Telefonistinnen
Die Telefonistinnen (Originaltitel: Las chicas del cable) ist eine spanische historische Dramaserie, produziert von Netflix. Die Telefonistinnen war die erste spanische Originalserie des amerikanischen Medienunternehmens.
Die Serie handelt von vier jungen Frauen unterschiedlicher sozialer Herkunft, die im Jahr 1928 bei der spanischen Telefongesellschaft in Madrid zu arbeiten beginnen. Lidia, Carlota, Ángeles und Marga stellen sich neuen technischen Herausforderungen an ihrem modernen Arbeitsplatz und begleiten einander durch die Turbulenzen des privaten Lebens und durch ihre persönlichen Entwicklungen. In der männlich dominierten Gesellschaft kämpfen sie um Gleichberechtigung. Das Geschehen zeichnet die gesellschaftliche und politische Entwicklung in Spanien bis in die Jahre des Bürgerkriegs 1936 bis 1939 nach.
Die Hauptrollen spielen Ana Fernández, Nadia de Santiago, Blanca Suárez und Maggie Civantos.
Die erste Staffel mit acht Episoden erschien auf Netflix als Cable Girls weltweit am 28. April 2017. Die zweite Staffel wurde am 25. Dezember 2017 veröffentlicht, die dritte am 7. September 2018. Die vierte Staffel, die wie alle Staffeln zuvor acht Episoden umfasst, erschien am 9. August 2019 weltweit auf Netflix. Die ersten fünf Folgen der fünften und finalen Staffel wurden am 14. Februar 2020 veröffentlicht. Der zweite Teil folgte am 3. Juli 2020.
Regie führten Carlos Sedes, David Pinillos, Antonio Hernández und Roger Gual.

## Besetzung
Die Synchronisation wurde von der Studio Hamburg Synchron GmbH in Berlin durchgeführt.
| Rolle                           | Schauspieler         | Synchronsprecher              |
| ------------------------------- | -------------------- | ----------------------------- |
| Lidia Aguilar/Alba              | Blanca Suárez        | Daniela Molina                |
| Ángeles Vidal                   | Maggie Civantos      | Laurine Betz                  |
| Elisa Cifuentes                 | Ángela Cremonte      | Isabelle Schmidt              |
| Carlota Rodríguez de Senillosa  | Ana Fernández García | Kristina Tietz Laura Preiss 1 |
| Francisco Gómez                 | Yon González         | Fabian Oscar Wien             |
| Sara Millán                     | Ana María Polvorosa  | Marieke Oeffinger             |
| Carlos Cifuentes                | Martiño Rivas        | Raúl Richter                  |
| Pablo Santos                    | Nico Romero          | Tino Mewes                    |
| Doña Carmen Cifuentes           | Concha Velasco       | Karin David                   |
| Marga Suárez                    | Nadia de Santiago    | Amelie Plaas-Link             |
| Miguel Pascual                  | Borja Luna           | Robert Glatzeder              |
| Carolina Moreno                 | Iria del Río         | Andrea Cleven                 |
| Mario Pérez                     | Sergio Mur           | Valentin Stilu                |
| Doña Lola                       | Tina Sainz           | Margot Rothweiler             |
| Sebastián Uribe                 | Ernesto Alterio      |                               |
| Victoria                        | Kiti Mánver          | Sabina Trooger                |
| Inspector Cuevas                | Antonio Velázquez    |                               |
| Inspector Beltrán               | Carlos Kaniowski     | Reinhard Scheunemann          |
| Marisol                         | Agnès Llobet         | Greta Galisch de Palma        |
| Emilio Rodríguez de Senillosa   | Joan Crosas          | Axel Lutter                   |
| Pilar de Rodríguez de Senillosa | Luisa Gavasa         |                               |
| Carlota                         | Selah Victor         |                               |
| Ricardo Cifuentes               | Simón Andreu         | Helmut Gauß                   |

## Rezeption
Julia Bähr erinnert in der Online-Ausgabe der Frankfurter Allgemeinen Zeitung an die anfängliche Begeisterung über das Streamen von Serien wegen des Vorteils gegenüber dem linearen Fernsehen, Folge für Folge ohne Warten auf den nächsten Sendetermin ansehen zu können. Sie kritisiert Netflix für die Salamitaktik, die fünfte Staffel der Telefonistinnen in zwei Teile zu zerhacken. Der Anbieter habe dadurch zwar den Vorteil, dass die Nutzer öfter vorbeikämen, wenn das Datum für den Beginn der zweiten Hälfte nicht genannt werde, und entdeckten dabei möglicherweise andere interessante Inhalte. Sie bezweifelt jedoch, dass die Strategie aufgeht: Die Nutzer fühlten sich dabei, „als böte ihr Dealer abwechselnd guten Stoff und dann wieder nur Waschpulver an“.